# Steffen Fäth
Steffen Fäth (Frankfurt, 4 de abril de 1990) é um handebolista profissional alemão, medalhista olímpico de 2016.

## Carreira
Steffen Fäth integrou a Seleção Alemã de Handebol no Rio 2016, conquistando a medalha de bronze.
Foi eleito melhor novato do mundo pela EHF em 2009.